# Irena Matović
Irena Matović (in serbo Ирена Матовић?; Antivari, 23 maggio 1988) è un'ex cestista montenegrina.

## Carriera
Con il Montenegro ha disputato i Campionati europei del 2017 e del 2019.